# Chiesa di San Nicola da Tolentino (Venezia)
La chiesa di San Nicola da Tolentino detta dei Tolentini è un luogo di culto cattolico del XVI-XVII secolo della città di Venezia, nel sestiere di Santa Croce, non lontano da Piazzale Roma. L'annesso convento dei Teatini è oggi sede dell'Università IUAV di Venezia.

## Storia
La chiesa di San Nicola da Tolentino fu progettata e realizzata da Vincenzo Scamozzi tra il 1591 ed il 1602 su commissione dei Teatini, che fino alla soppressione napoleonica dimorarono nell'annesso convento, perciò venivano chiamati Tolentini. Successivamente, Andrea Tirali, aggiunse alla facciata incompiuta un pronao con timpano e sei colonne corinzie (1706-1714). Come nel caso della chiesa di San Salvador, anche questa chiesa fu colpita durante i bombardamenti austriaci del 1849.
Dal 2010, unita alla parrocchia di San Pantalon, è sede della pastorale universitaria di Venezia. È sede ufficiale dell'Orchestra Mosaico Barocco e del "Quintetto Reale", cui direttore e organista titolare nella chiesa è, dal 2002, il maestro Marco Basso.

### Progetto della chiesa
Il progetto della chiesa dei chierici regolari teatini, avrebbe dovuto rappresentare uno dei più importanti di Scamozzi, un manifesto dell'architettura religiosa.
I chierici regolari, stabilitisi a Venezia nel 1528, trovano una sistemazione definitiva presso la sede dell'antica confraternita di San Nicolò da Tolentino, situata in parrocchia di San Pantalon, che aveva concesso loro il piccolo oratorio di San Nicola da Tolentino e alcuni locali come abitazioni, attorno alle quali poi si sarebbe venuto formando il monastero. Risale al 1567 l'emancipazione da ogni rapporto con la parrocchia di San Pantalon, e al 1570 il primo acquisto di 119 passi quadri di terreno per la realizzazione di una nuova chiesa.

#### Progetto palladiano
Si sono fatte numerose ipotesi sull'esistenza di un progetto palladiano precedente l'intervento di Scamozzi. Tali ipotesi però non prendevano in considerazione il dato cronologico del 1570 e alla luce di ciò l'affermazione che la chiesa sarebbe stata "Nel principio fondata sul modello di A. Palladio" risulterebbe fuorviante ma non completamente sbagliata. Una prova indiretta sull'esistenza di questi lavori sembrerebbe trovare spazio in un documento del 1617, pubblicato da De Battisti, in cui un tal Andrea di Belli, che era stato fin dall'inizio il capomastro del cantiere. De Battisti sostiene che la chiesa, già nel 1590, "era de una parte brazza doi in circa sopra terra". Parrebbe dunque che alla decisione del 1570 di costruire la nuova chiesa fosse realmente seguito un inizio lavori che comunque non sarebbe proseguito oltre la realizzazione delle fondazioni. Troverebbe così conferma, l'esistenza di un progetto sulla base del quale sarebbero iniziati i lavori, un progetto che però, doveva essere stato pensato per una porzione di terreno diversa e più piccola di quella sulla quale avrebbe iniziato a operare Scamozzi circa vent'anni dopo. Non è possibile pensare che il progetto scamozziano fosse in realtà la prosecuzione di un progetto precedente a pianta centrale fondato sul modello di Palladio. 
La pianta originale appare improbabile potesse ancora trovare in favore dei teatini, e non solo per aspetti funzionali. È possibile che l'autore di quel primo edificio a pianta circolare fosse proprio Palladio, dando così un motivo di giustificazione all'ambigua informazione fornita da Stringa. Ulteriori ricerche potrebbero portare nuovi elementi per valutare meglio l'attribuzione dei disegni palladiani.

#### Progetto scamozziano
Nel 1590 vennero acquistati altri 131 passi quadri così da ottenere la porzione di terreno necessaria a contenere la chiesa ideata da Scamozzi. La prima pietra fu posta nel novembre 1591, alla presenza del patriarca Lorenzo Priuli, del doge Pasquale Cicogna e di tutto il Collegio, ma l'effettivo inizio dei lavori va collegato all'arrivo in cantiere di una grande quantità di pietre a metà del 1592.
Le condizioni di lavoro in cui venne quasi subito a trovarsi Scamozzi non furono delle migliori, sia a causa dello stato di incertezza sul terreno a disposizione che condizionava la definizione del progetto, sia nell'organizzazione del cantiere e nei rapporti con le maestranze e i committenti. Nel settembre del 1953 a Scamozzi viene saldato il salario di 20 ducati e 4 lire per aver disegnato il modello della fabbrica fino a quest'ora presente, confermando l'anomalo modo di procedere del cantiere. Fu proprio questo uno degli aspetti di recriminazione da parte di Scamozzi durante la lite con i teatini, che scoppia ufficialmente nel maggio del 1995. La rottura dei rapporti tra Scamozzi e i teatini coincide con la morte del grande promotore e sostenitore di Scamozzi, il cardinale Cornaro. Dalle scritture prodotte dalle due parti durante la lite abbiamo uno spaccato realistico di ciò che era stato messo in gioco dai contendenti.
Del progetto scamozziano abbiamo i disegni del 1608 pubblicati da Timofiewitsch e raffiguranti la pianta, il prospetto e una sezione sulla croce, impaginati come menabò da utilizzare quasi sicuramente per le tavole del trattato. Tali disegni si riferiscono allo stato del progetto del 1593 perché nel verso della pianta vi appare una variante con il transetto più profondo, che potrebbe corrispondere agli acquisti di terreno effettuati in quell'anno.
Dopo l'esautorazione di Scamozzi, i lavori riprendono sotto la guida di proti ingaggiati di volta in volta molto probabilmente utilizzando ancora in parte le sagome e i disegni che Scamozzi aveva fornito precedentemente ma utilizzandone anche delle nuove fornite da altri. Nel contempo proseguono anche gli acquisti di terreno in quanto si pone la necessità di creare un campo libero davanti alla chiesa. Nel 1596, ala ripresa dei lavori, si eseguono opere di consolidamento delle fondazioni, e si procede in questo modo fino alla consacrazione della chiesa alla presenza del doge Marino Grimani e del patriarca Matteo Zane il 12 novembre 1602. Da alcuni documenti emersi presso l'archivio generale dei teatini di Sant' Andrea della Valle a Roma, sembrerebbero attribuibili a Scamozzi alcune piante schematiche relative a una prima idea di sistemazione delle sistemazioni d'uso del convento, in funzione anche degli spazi nuovi che via via si rendevano disponibili.

### Venezia contro gli austriaci

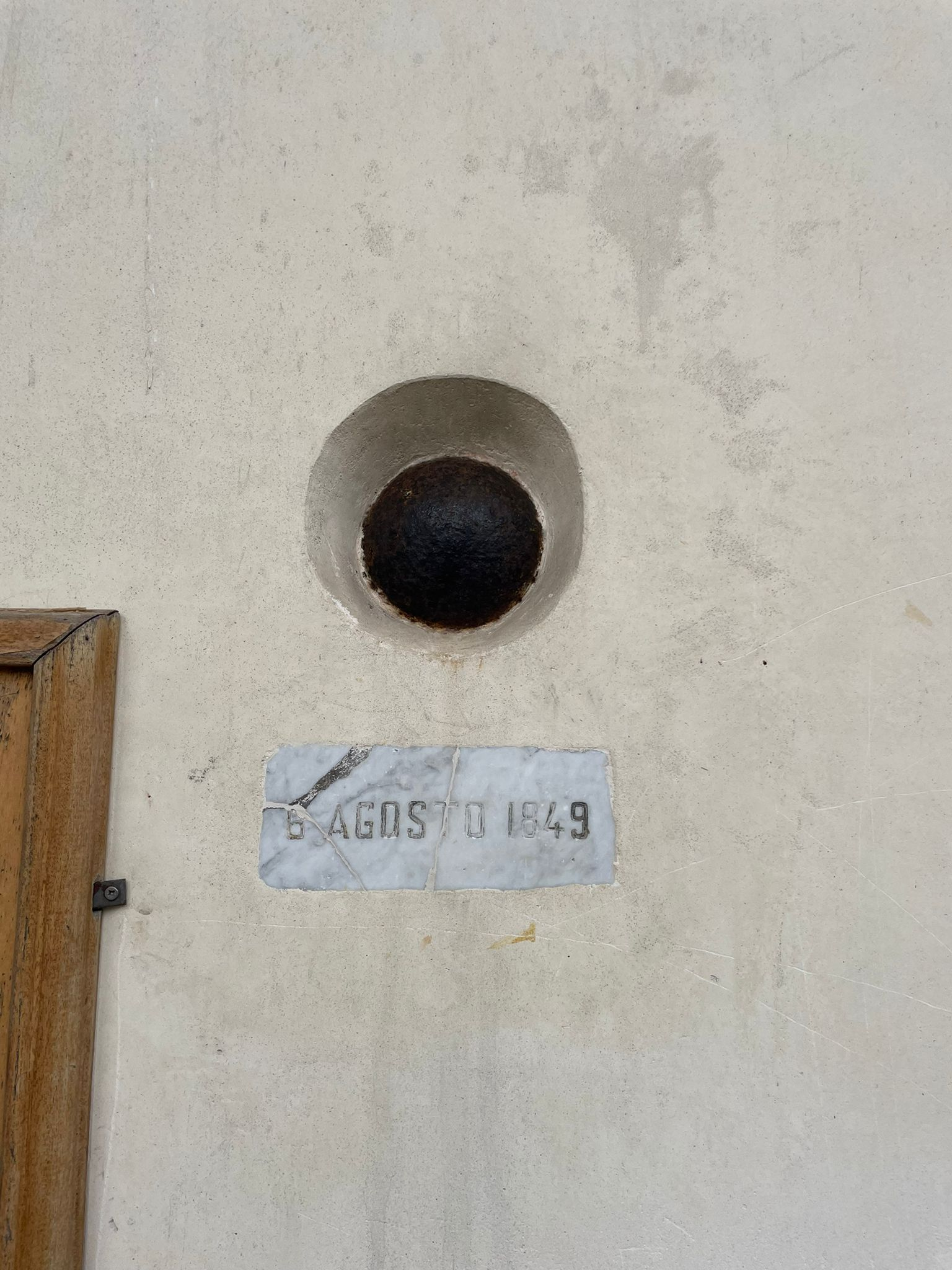
Palla di cannone che distrusse la cupola nel 1849

Nel 1849, in risposta ai rivoltosi veneziani che si erano proclamati repubblica indipendente sotto la guida di Daniele Manin, gli austriaci spararono una tempesta di palle da cannone su Venezia. Nonostante la distanza, riuscirono a colpire una vasta zona della città. Il 6 agosto una palla da cannone sfondò la cupola della chiesa e cadde difronte all'altare maggiore senza fare vittime. A ricordo dell'episodio, la palla fu incastonata nella facciata e fu posta una targa di marmo in memoria del 6 agosto 1849.

## Descrizione

### La planimetria
La planimetria interna è a croce latina a una navata, alternata alle paraste corinzie che scandiscono ritmicamente lo spazio e lo rendono visivamente uniforme.
Si entra attraverso un vestibolo; sopra il centro della croce latina si alza la maestosa cupola, nel resto dell'intera navata vi sono ai lati le tre cappelle minori e due stanzini sugli estremi situati tra due tribune.
L'elevazione interna consiste in un ordine corinzio sopra uno zoccolo su cui si trova un’ampia volta che ricopre tutta la chiesa. La lunghezza della chiesa è triplice della larghezza, mentre l'altezza dal pavimento fino alla parte inferiore della volta corrisponde all'altezza proporzionale armonica della lunghezza e della larghezza.

#### Le decorazioni e le pitture
Le sontuose decorazioni, aggiunte nel corso del Sei-Settecento, di stucchi e di pitture rivestono completamente le pareti interne. All’interno vi è una galleria della pittura del Seicento a Venezia. 

Ai lati dell'altare troviamo due figure rappresentanti Santa Caterina e Sant'Agata, il martirio dei santi Tiburzio e Valeriano ed infine un angelo che corona di rose Santa Cecilia. I quadri laterali sono di Camillo Boccaccino: in uno San Carlo Borromeo sta liberando una ragazza dalle acque e nell'altro il santo è in atto di benedire alcune donne. Nell'altare della cappella Cornara è presente una tavola di Jacopo Palma con la Vergine in gloria e i Santi Giovanni, Nicola da Tolentino, Teodoro, Francesco d'Assisi e Chiara. Ai lati della presente cappella ci sono due depositi commissionati dal doge Giovanni Corne nel 1720. Troviamo all'interno di quest'ultimi, dodici busti raffiguranti i soggetti più cari della sua famiglia, uno in basso rilievo rappresentante l'offerta del regno di Cipro al Doge Agostino Barbarigo e alla moglie.
L'altare alla romana in commessi di marmi policromi, con il grande tabernacolo a forma di tempietto come allegoria del Santo Sepolcro, fu disegnato da Baldassarre Longhena. I due angeli adoranti e sei angeli cariatidi sono di Giusto Le Court. Il soffitto, di Gaetano Zompini, con la gloria di San Gaetano, fa prova della perizia di Mattia Bortoloni. Molto importante è il quadro del Prete Genovese esprimente San Lorenzo che dispensa ai poverelli i beni della chiesa.

#### Gli ultimi lavori
Nel 1712 venne completato il pronao, con una spesa aggiuntiva di 2.400 ducati. La gradinata sul bordo del campo dei Tolentini venne finita nel 1714; mentre la scalinata, che dalla riva scende nell’acqua del rio dei Tolentini, risale al 1723. Il pronao con un prospetto esastilo rialzato, di ordine corinzio e con un’unica scalinata d’ingresso, costituì una novità a Venezia per il fatto di essere accostato a una chiesa che aveva accolto al suo interno lo stile barocco, esso riportò in auge l’architettura classica (greca), anticipando quella neoclassica.

### Capelle minori

#### Prima cappella a sinistra
La prima cappella, o Cappella Larese, fu acquistata nel 1726 da Ventura Larese per 1.500 ducati, ottenendone così il patronato. La pala d'altare con Cristo in croce in questa cappella è di Lattanzio Querena. Sono di Palma il Giovane i dipinti con le Sante Apollonia e Barbara e le due tele alle pareti raffiguranti in una Santa Elisabetta e nell'altra l'Annunciazione.

#### Prima cappella a destra
Sante Peranda dipinse nella sommità della cappella la rappresentazione del momento in cui Sant'Andrea da Avellino svenne. Il Padovanino invece, dipinse i due quadri laterali: l'uno con il santo trasportato dagli angeli oltre un fiume e l'altro con Sant'Andrea da Avellino soccorso dagli angeli.

#### Seconda cappella a sinistra
La seconda cappella o cappella Grimani. Tutti i dipinti e gli affreschi della volta di questa cappella sono di Palma il Giovane. Il dipinto centrale raffigura Cristo in gloria con la Vergine con S. Pietro e le anime del purgatorio. La severità dell’ambiente, scandito dalle piatte cornici alle pareti, costituisce la documentazione superstite dell’originario assetto delle cappelle.

#### Seconda cappella a destra
La seconda cappella destra o cappella Pisani, venne acquistata nel 1603 da Vincenzo Pisani e la moglie Elisabetta Badoer, che poi vi fu sepolta nel 1614. Il dipinto San Carlo Borromeo in gloria è stato dipinto da Camillo Procaccini. Sono del Procaccini anche i dipinti sulle pareti laterali. 

#### Terza cappella a sinistra
La terza cappella o cappella Foscari. La pala dell'altare maggiore della Passione di S. Cecilia è stata dipinta da Camillo Procaccini. Ai lati dipinti di Palma il Giovane: Sant'Agata e Sant'Caterina. Due dipinti alle pareti rappresentano scene della vita di santi del pittore Palma. 

#### Terza cappella a destra
La terza cappella destra o Cappella Soranzo, venne commissionata nel 1605 da Elisabetta Soranzo (del ramo di Rio Marin). Per la sua costruzione versò 400 ducati. 
Sante Peranda dipinse la tavola con l'adorazione dei magi. Le sculture ai lati dell'altare raffigurano San Zaccaria e il re Davide, opera di Giovanni M. Moraltier.

### Progetto di Scamozzi per il convento
Nel 1591, in concomitanza con l’avvio dei lavori per la nuova chiesa, i Teatini affidarono all’architetto Scamozzi anche l’edificazione di un più grande e dignitoso convento.
Unendosi alla chiesa lungo il lato sinistro del presbiterio, il convento si sviluppa su un edificio a due piani con piano terra aperto su robuste arcate in laterizio attorno ad un bel chiostro seicentesco. Il lato nord prospetta su calle de Ca’ Amai mentre il lato est corre a filo del rio de le Muneghete. L’ingresso, a fianco della chiesa, è rivolto sul campasso dei Tolentini.
Il convento è oggi sede dello IUAV, l'Istituto universitario di Architettura, che venne completamente restaurato nel 1961-63 da Daniele Calabi. Nell'aula magna sono ordinate, con allestimento di Carlo Scarpa, opere di vari artisti moderni tra cui Emilio Vedova, Armando Pizzinato e Mario De Luigi.

### Il campanile
La costruzione del campanile risale agli inizi del Settecento. Affiancato alla chiesa sul lato sinistro, all’angolo fra il coro e il transetto, ha la canna in mattoni.
La cella campanaria è sostenuta da un marcapiano in pietra d’Istria, con aperture a bifora ad arco rialzato su cui poggia un secondo marcapiano più evidenziato.
Un parapetto a colonnine in pietra d’Istria protegge il piano che sostiene il tiburio ottagonale sormontato da una cupola a cipolla ricoperta di lastre di piombo.

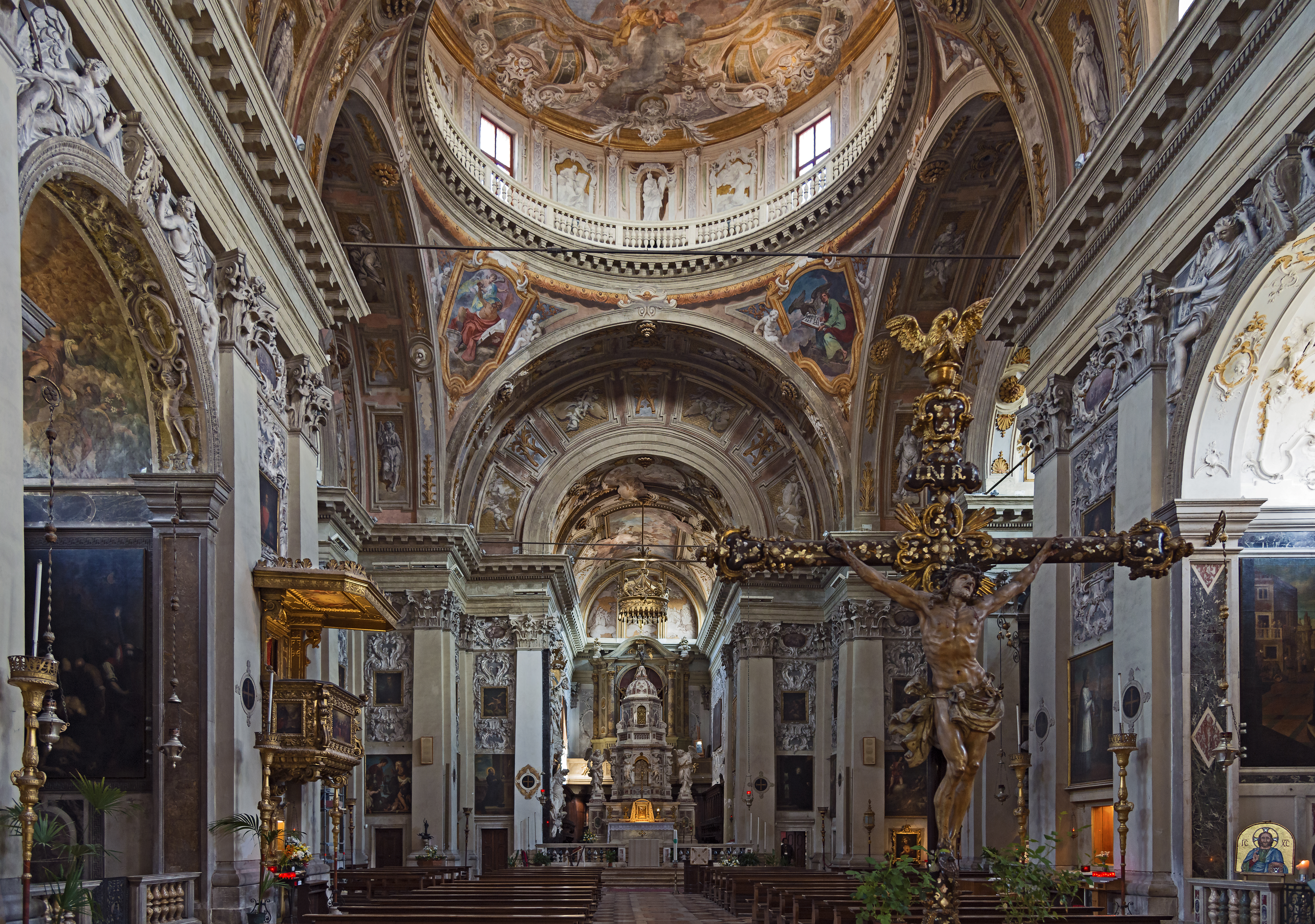
Navata principale
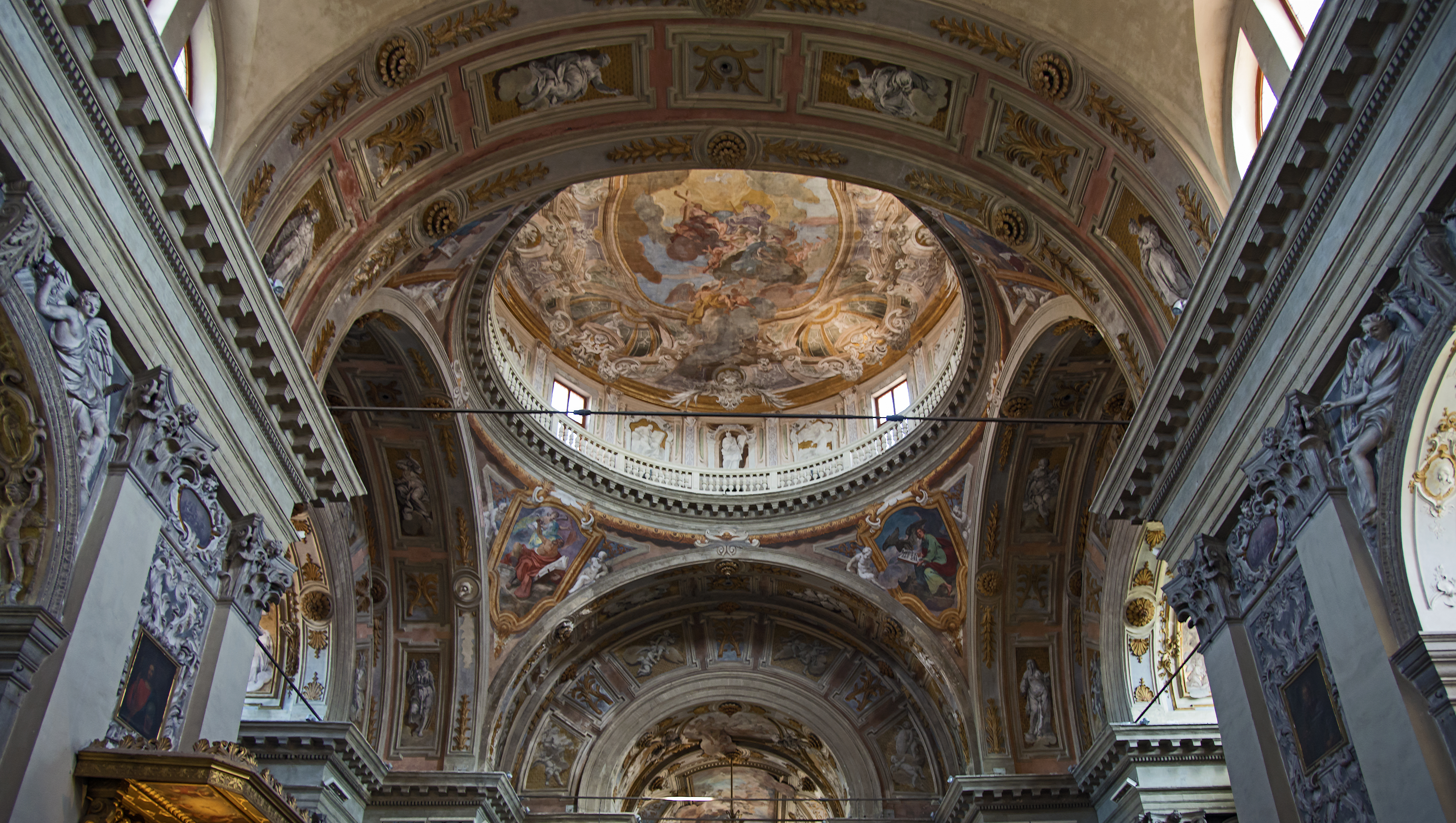
Soffitto di Gaetano Zompini
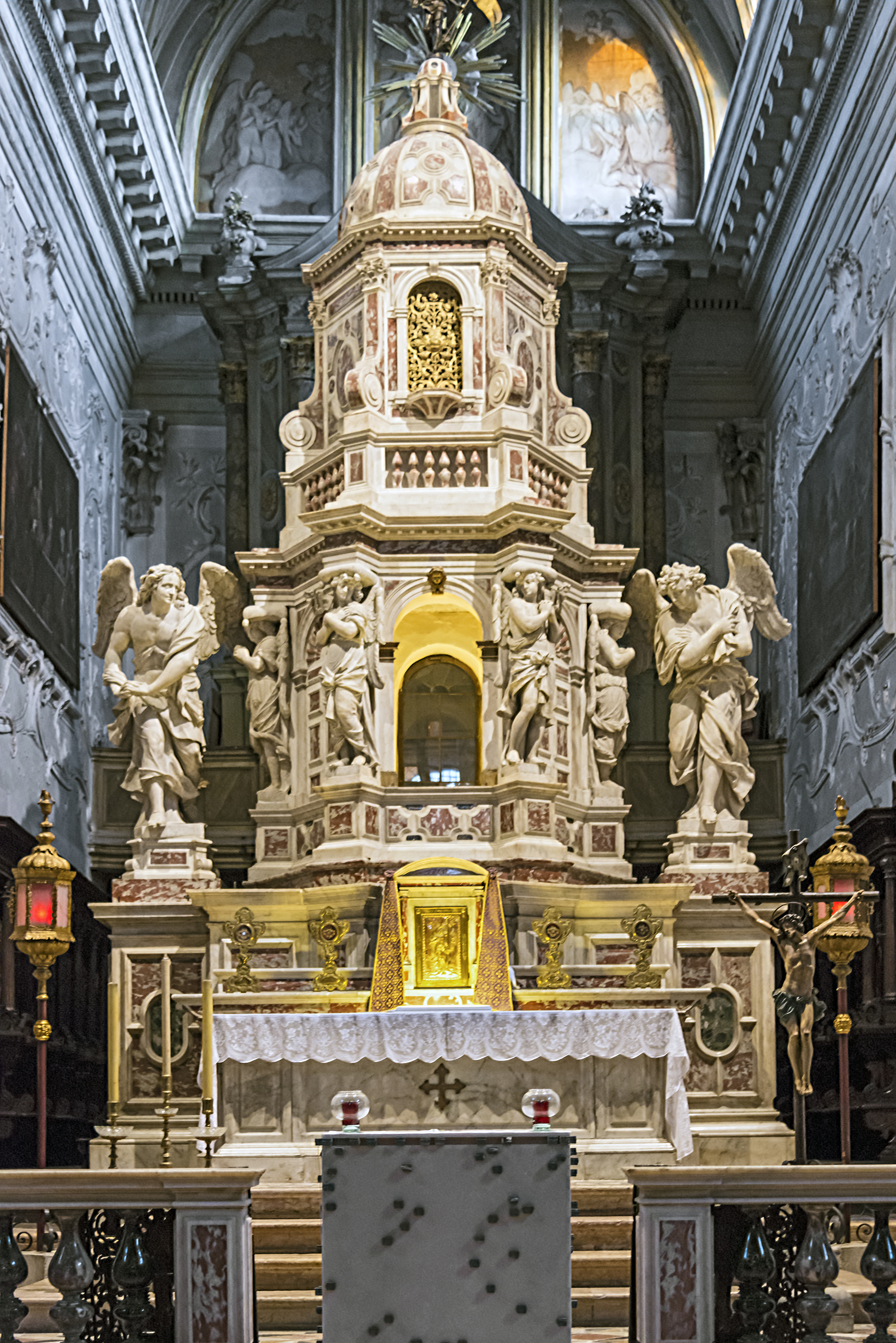
Altare maggiore

### Un luogo di sepoltura
Nella chiesa sono sepolti quattro Dogi: Giovanni I Corner, Francesco Corner, Giovanni II Corner e Paolo Renier. Vi ebbe sepoltura anche il Patriarca Francesco Morosini, il cui monumento fu eseguito dallo scultore genovese Filippo Parodi.

### Organo a canne

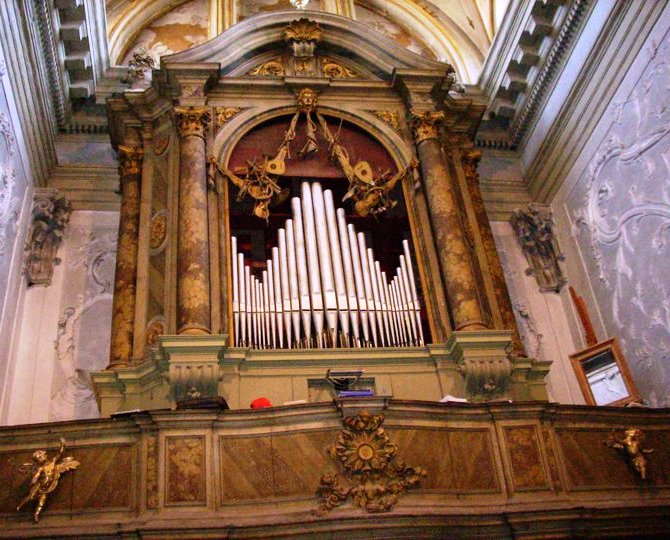
L'organo a canne

La chiesa ospita l'organo costruito da Pietro Nachini nel 1754 quasi totalmente intatto, sito in
cantoria lignea in catino absidale ornata da due putti alati in legno dorato ai lati. La cassa dello strumento presenta decori in legno cesellato 
raffiguranti due teloni discendenti dal centro del timpano che sovrasta la cassa andando a terminare nelle ali laterali dello strumento; a questa decorazione finemente dipinta color oro sono appese sculture lignee di strumenti a fiato e originali antichi strumenti a corda di pregiata fattura artigianale, anche questi dipinti in oro.

#### Caratteristiche dell'organo
- Consolle a finestra con registri a pomello e ritorno manuale, disposti su due file al lato destro con "TIRATUTTI" manuale.
- Solo il registro dei Contrabbassi 16' e Ottave di C. 8' al pedale son ad incastro con ritorno a molla.
- Trasmissione interamente meccanica.
- Canne in facciata disposte a cuspide con ali, bocche allineate con labbro superiore "a scudo" canne interne con labbro superiore "a mitria".
- Tastiera di 45 note con prima ottava corta, tasti in bosso, cromatici ricoperti in ebano intarsiato.
- Tasti diatonici con lavorazione "a lunetta".
- Pedaliera a leggio di 17 note con prima ottava corta.
- 18° pedale, Rullante a 6 note nel Contrabbasso 16'.
- Somieri a tiro con stecche "entranti" per il manuale, a valvola per il pedale.
- Il registro di Tromba Reale 8' al Pedale ha il somiere a tiro, subordinato all'aria concessa dalla valvola a farfalla generale
- Unico mantice a lanterna (non originale) alimentato da elettroventilatore, regolato da valvola a tendina ed anticipatore di portata, con valvola di massimo gonfiaggio a perdita.
- Temperamento complessivo di tipo Werkmeister con corista medio del La3 a 441 Hz (436 in inverno e 446 in estate), originariamente a 430...440  Hz, uno dei diapason più gravi utilizzati a Venezia nel Settecento.